# شیپکووو
شیپکووو (به بلغاری: Shipkovo) یک منطقهٔ مسکونی در بلغارستان است که در شهرستان ترویان واقع شده‌است.